# Aedes canadensis
Aedes canadensis é um espécie de mosquito do género Aedes, pertencente à família Culicidae.